# Памятник воинам спецотряда, спасшим дамбу Криворожской электростанции
Памятник воинам спецотряда, спасшим дамбу Криворожской электростанции от взрыва — памятник истории Великой Отечественной войны в Покровском районе города Кривой Рог Днепропетровской области.

## История
21 февраля 1944 года отряд специального назначения 10-й гвардейской воздушно-десантной дивизии 37-й армии под командованием подполковника Аркадия Николаевича Шурупова разминировал дамбу Криворожской районной электростанции на реке Саксагань и спас её от взрыва. Плотина, под которую заложили три тонны взрывчатки, уцелела, прилегающие рабочие посёлки были спасены от затопления. Среди военнослужащих были бойцы 116-го сапёрного батальона, 96-й разведроты, 276-го, 280-го, 288-го гвардейских стрелковых полков. В боях погибло 16 человек, среди которых Герой Советского Союза Владимир Александрович Дышинский, 36 ранено. Все бойцы спецотряда удостоены орденов и медалей.
7 мая 1977 года, в честь воинов спецотряда Шурупова, был открыт монумент. Архитектор Святослав Алексеевич Буланов.
12 января 1978 года, решением Днепропетровского облисполкома № 25, памятник взят на государственный учёт с охранным номером 2056.

## Характеристика
В центре композиции — железобетонный куб со сторонами 4,6 м, который на 2/3 своей площади юго-западным углом опирается на платформу размерами 15,3×12,3×0,7 м, выступая на 1,5 м.
На лицевой стороне куба размещена надпись «1944», с выступом на 0,7 м, размером 4,3×3,3 м. на высоте 1,75 м от основания. На правой стороне — рельефная 4-строчная надпись «Мужеством храбрых спасена плотина КРЭС». На левой стороне — рельефная звезда на выступе 3,3×3,3 м. На тыльной стороне — 4-строчная надпись «Никто не забыт ничто не забыто».
На верхней площадке куба установлена 57-миллиметровая противотанковая пушка ЗИС-2.
В 15 м от куба установлена 122-миллиметровая гаубица М-30. В 10 м от гаубицы — 85-миллиметровая зенитная пушка 52-К.
На платформе, где установлен монолит куба, сделана горизонтальная бетонная площадка размерами 3×3×0,6 м сверху облицованная красным гранитом с надписью «Павшим героям бессмертная слава».